# Kevinismus
Kevinismus und Chantalismus sind seit den 2000er Jahren verwendete Bezeichnungen für das Auftreten ungewöhnlicher, nicht deutsch klingender Vornamen in deutschen Familien ohne erkennbaren Migrationshintergrund. Die beiden Begriffe gehen auf die Vornamen Kevin und Chantal zurück. Der Begriff Kevinismus entstammt dem Satire-Wiki Uncyclopedia und wurde später von Medien aufgegriffen.

## Soziologische Hintergründe der Namensgebung
Die Frage, ob Eltern aus den unteren sozialen Schichten bevorzugt dazu tendieren, ihren Kindern exotische oder angloamerikanische Vornamen zu geben, wird unter Soziologen und Sprachwissenschaftlern kontrovers diskutiert. Ein Grund für eine solche Namenswahl wäre ein niedriger Bildungshintergrund der Eltern, die ihre Anregung für die Namenswahl aus der Populärkultur oder wenig anspruchsvollen Medien entnehmen; so ist der vorher in Deutschland wenig verbreitete Name Kevin nach dem Erscheinen des sehr erfolgreichen Films Kevin – Allein zu Haus im Jahr 1990 plötzlich viel häufiger gewählt worden. Als weitere Inspirationen für die Namensgebung werden der in Deutschland populäre englische Fußballnationalspieler Kevin Keegan, der als einer der ersten englischen Profis Ende der 1970er Jahre in der Bundesliga spielte, und der um 1990 in Deutschland bekannt gewordene Hollywoodschauspieler Kevin Costner genannt. Eine aussagekräftige Statistik gibt es bislang nicht.

## Vorurteile
Einer an der Universität Oldenburg im Jahr 2009 verfassten Masterarbeit zufolge erzeugen bestimmte Vornamen von Schülern Vorurteile auf der Lehrerseite. Der Name Kevin etwa lege den Lehrern nahe, dass der Schüler verhaltensauffälliger sowie leistungsschwächer sei und eher aus der Unterschicht komme. Ob ein Schüler allerdings deshalb auch schlechter behandelt werde, ließ sich nicht schlüssig erarbeiten. Derartige Vorurteile sollen insbesondere unter Lehrern in Westdeutschland verbreitet sein.
Englische bzw. exotische Vornamen werden in den alten Bundesländern häufig auch als typisch ostdeutsche Namen wahrgenommen. Tatsächlich waren englische Vornamen in Ostdeutschland, vor allem in den beiden Jahrzehnten vor der Wende, zeitweise sehr beliebt, allerdings auch in der Mittelschicht, während die Vorliebe für derartige Vornamen heutzutage und speziell in den alten Bundesländern als Unterschichtenphänomen wahrgenommen wird. Auffällig ist in diesem Zusammenhang die oft abweichende (bzw. eingedeutschte) Schreibweise der Namen in Ostdeutschland (z. B. Maik oder Meik statt Mike).

## Kritik
Laut einer Untersuchung der Leipziger Sprachwissenschaftlerin Gabriele Rodríguez aus dem Jahr 2012 haben Kevinismus-nahe Vornamen wie Mandy, Peggy oder Kevin zu Unrecht ein schlechtes Ansehen. Anhand ihrer ausgewerteten Statistiken ehemaliger Studenten der Universität Leipzig führte sie ins Feld, dass mittlerweile auch viele Hochschulabsolventen derartige Vornamen tragen. Unter den Akademikern mit dem Vornamen Kevin aus besagter Datensammlung der Universität Leipzig befanden sich beispielsweise – teilweise bereits promovierte – Chemiker, Theologen und Germanisten. Ein prominentes Beispiel für einen Politiker mit dem Vornamen Kevin ist der SPD-Politiker Kevin Kühnert. Ein prominentes Beispiel, das in Zusammenhang mit Chantalismus beschrieben wurde, ist die Namensgebung der Kinder von Uwe Ochsenknecht – Cheyenne, Wilson Gonzalez und Jimi Blue – die als Schauspieler arbeiten.
Die Namensforscherin und Sprachwissenschaftlerin Damaris Nübling sprach anlässlich ihrer Teilnahme an einer Tagung über „Vornamen als soziale Marker“ im September 2015 von einer „Hetzkampagne“, die gegen Vornamen wie Kevin und Chantal betrieben worden sei, und kritisierte die Rhetorik um diese Vornamen als „ganz billige Polemik“. Die Begriffe Kevinismus und Chantalismus wurden mit dem Phänomen des Klassismus in Verbindung gebracht.

## Ableitungen
Das Wort Alpha-Kevin (zusammengesetzt aus Alpha(männchen) und dem Vornamen), das einen besonders dummen männlichen Jugendlichen bezeichnen soll, lag 2015 bei der Online-Abstimmung für das Jugendwort des Jahres zeitweilig an der Spitze. Es wurde jedoch aus der Vorschlagsliste mit der Begründung gestrichen, dass Namensträger dadurch diskriminiert werden könnten. Das Phänomen der Diskriminierung aufgrund des Vornamens traf bereits auf Vornamen wie Dieter, Horst, Detlef, Uschi, Manni (Kurzform von Manfred), Ingo und Heini (Kurzform von Heinrich) zu.
Der Autor Jan Weiler kreierte in Abwandlung vom Kevinismus das Wort „Emilismus“, mit dem er das Phänomen des Wiederauftretens zwischenzeitlich aus der Mode gekommener, traditioneller Vornamen bezeichnet. Es stellt gewissermaßen das Gegenstück dar, indem solche traditionellen Vornamen angeblich vor allem von Eltern gewählt werden, die sich damit als besonders gebildet und kulturbewusst darstellen wollen.